# Conrad Adolf Bansa
Conrad Adolf Bansa (* 2. Oktober 1788 in Frankfurt am Main; † 26. September 1843 ebenda) war ein Bankier und Politiker der Freien Stadt Frankfurt.
Bansa war der Sohn des Bankiers und Weinhändler Johann Matthias Bansa (1758–1802) und dessen Ehefrau Maria Sophia geborene Streiber (1762–1842). Er heiratete am 18. Mai 1814 in Frankfurt am Main Maria Magdalene geborene Reuss (* 26. Januar 1789; † 10. Januar 1872), die Tochter des Frankfurter Kaufmanns Dietrich Reuss und dessen Ehefrau Maria Jacobea Bansa. Aus der Ehe gingen folgende Kinder hervor:
- Johann Conrad Carl Bansa-Streiber (1817–1882), Inhaber des Fideikommisses Ulrichshalben bei Weimar
- Marie Victoria Auguste Kugler (1818–1879), heiratete den Amtsgerichtsrat in Frankfurt am Main Friedrich Kugler,
- Jeannette Fellner (1824–1887), verheiratet mit Carl Fellner dem letzten Älteren Bürgermeister der Freien Stadt Frankfurt.
- Lorenz Eduard Achilles Bansa (1827–1877)

Conrad Adolf Bansa war Bankier in Frankfurt am Main. 1788–1821 war er Teilhaber des Bankhauses Bansa & Reuss.
Von 1821 bis 1826 war er als Ratsverwandter und von 1826 bis 1837 als Senator Mitglied im Senat der Freien Stadt Frankfurt. Von 1837 bis 1843 war er anschließend Schöff. 1821 bis 1827 war er Mitglied des Engeren Rates. Er gehörte dem Gesetzgebenden Körper 1822 bis 1843 an.